# Розстріл на Марсовому полі

Сьогоденне Марсове поле

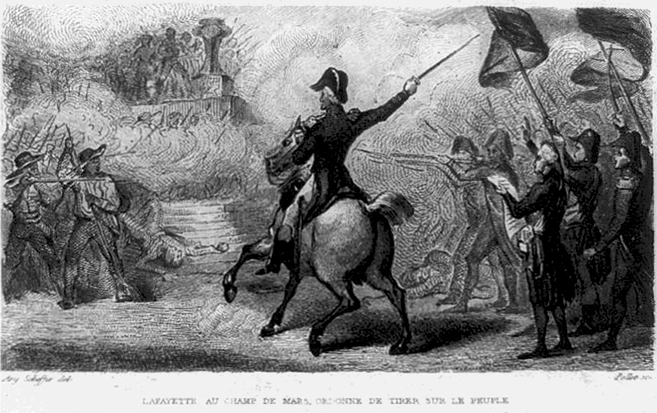
Генерал Лафаєт віддає наказ стріляти по демонстрантам

Розстріл на Марсовому полі або різанина на Марсовому полі — подія Великої французької революції, пов'язана з невдалою спробою втечі Людовика XVI, під впливом радикальних політичних груп, особливо Кордельєрів. Відбулася 17 липня 1791 року, коли беззбройна демонстрація в підтримку петиції про ліквідацію монархії була розстріляна Національною гвардією, що була перед цим закидана камінням.

## Причини
З перших днів революції почалася втеча французької аристократії за кордон.
20 червня 1791 і король Людовик XVI втік з сім'єю з Тюїльрі. Ця подія як громом вразило і Національні збори, і муніципалітет, і все населення столиці. Двір відразу розкривав карти, і в перший момент здавалося, що всякі мрії про настання мирного існування конституційної монархії повинні розлетітися прахом.
Обурення охопило народ. Перед обличчям очевидної зради, що загрожує небезпечними наслідками для революції, маси почали озброюватися. Озброєння народу відбувалося в такий же спосіб, як перед взяттям Бастилії, рівно за 2 роки до того, тобто відкритої силою, і в будівлях, що належать духовенству. А адже духовенство завжди підозрювалося в співчутті старому порядку. Відразу воскресло настрій кінця червня і початку липня 1789. 
Увечері 22 червня Париж і Національні збори дізналися, що король заарештований в містечку Варенн. Король і королева під конвоєм були повернуті в столицю. Їх зустріло гробове мовчання народу, що стовпився на вулицях. Події цих днів отримали назву «Вареннська криза».
Очевидна для всіх зрада короля породила гостру політичну кризу. Продовжувала набирати обертів ідея про скасування монархії і встановлення республіканського режиму. Клуб кордельєрів і «Всесвітня федерація друзів істини» очолили рух народних мас, які наполягали на зречення короля-зрадника від влади. Дантон, Шометт, Кондорсе виступали гарячими поборниками встановлення республіки під Франції . Місцеві відділення якобінського клубу направляли в Париж петиції, які вимагали негайного зречення короля і королеви. Тепер у цього руху з'явилося багато прихильників не лише в столиці, але і в провінції. 
Вівтар Вітчизни на Марсовому полі зробився театром народних маніфестацій, ворожих Людовику XVI, які прагнули домогтися призову до народу.
Депутати Установчих зборів на момент розгляду тимчасово відлучили короля від влади. Не гаючи надії після стількох перетворень домовитися з Людовіком XVI і встановити в королівстві конституційну монархію, а також прагнучи дати самий рішучий відсіч прихильникам республіки, депутати Зборів прикладали всі зусилля для порятунку репутації французького короля, що сильно похитнулася. 15 липня завдяки Зборам Людовика XVI було реабілітовано перед Францією , що було закріплено у формі постанови депутатами Установчих зборів, які дотримуються версії про «викрадення короля» з метою його компрометації.
Кордельєри розгорнули агітацію проти цієї політики Установчих Зборів. Вони склали петицію, що закликала не підкорятися незаконній владі короля-зрадника. 16 липня члени Клубу кордельєрів відправилися в Якобінський клуб, закликаючи підтримати антикоролевську петицію. При обговоренні цього питання стався перший розкол клубу. Ліва частина якобінського клубу підтримала петицію. Права частина якобінців , яка входила здебільше до «Товариства 1789» (Барнав, Дюпор, Олександр Ламет і їх прихильники), демонстративно покинула засідання і вийшла зі складу клубу, незабаром заснувавши новий політичний Клуб фельянів.

## Напередодні 17 липня
15 липня Барнав виступає в Установчих зборах, вимагаючи покласти край революційним поривам мас. За день до трагедії на Марсовому полі Якобінський клуб покинули противники республіки. Демократичні клуби та газети вимагали скасування монархії.
16 липня члени клубу кордельєрів призвали народ зібратися на Марсовому полі для прийняття петиції про ліквідацію монархії у Франції, скасування майнового цензу і переобрання депутатів Установчих зборів.
Текст петиції був складений членами клубів кордельєрів і якобінців і редагований Жаком-П'єром Бріссо — одним із найвідоміших діячів революції і редактором «Французького Патріота» (фр. «Le patriote français»).
Увечері 15 числа відбулася нарада в будинку Дантона з Каміллом Демуленом, Брюно і Лапойпом, з метою вжиття заходів для збільшення числа підписів і розповсюдження руху на департаменти. На наступний день, вранці 16 липня, маніфестанти зібралися в церкви якобінців і вислухали петицію.
Петиція була схвалена і петиціонери, намагаючись дотримати законність, попередили муніципальну владу про свій намір йти на Марсове поле.
Вони вирушили туди, і так як Вівтар вітчизни був дуже великий, то чотири комісара (у тому числі Дантон) стали у чотирьох його кутів і одночасно прочитали петицію. Республіканці були дуже незадоволені, багато з них принесли інші петиції. Ті з них, хто підписався під оголошеною петицією, викреслили другу половину фрази «і подбало б про призначення йому наступника ...». Інші ж, після слів «Людовика XVI своїм королем», додали «і нікого іншого». Були пущені в обіг навіть видрукувані тексти з такою надбавкою. Комісари запротестували і відправилися радитись з клубом якобінців, що вилилося в чотиригодинні дебати. Нарешті, було вирішено, що початковий текст буде залишено без всяких змін. Але тут же стало відомо про те, що Національні збори вже видали свій декрет про «викрадення короля», і було прийнято рішення повернути петицію назад. 

## Події 17 липня
Недільного ранку 17 липня якобінці послали зупинили друкування петиції, а на Марсовому полі було оголошено громадянам що перебували, щоб вони відмовилися від неї.
Тим часом, за призовом клубу кордельєрів багато тисяч парижан, головним чином робітники і ремісники, зібралися на Марсовому полі, навколо Вівтаря Вітчизни щоб поставити свої підписи під петицією, яка вимагала позбавлення влади короля.
Демократи , як республіканці, так і нереспубліканці, кордельеров і народні клуби не пішли за прикладом якобінців. Прямо на полі, групою, що виділилася з числа присутніх була складена нова петиція. Її авторами були Робер, Пейро, Вашар і Дему. Під нею підписалися близько 6000 чоловік. Ні Дантон і ні жоден з відомих якобінців не підписалися. 
Всі органи влади отримали наказ Установчих зборів про забезпечення дотримання законів і громадського спокою. За наказом Установчих зборів на Марсове поле стягувалися війська Національної гвардії . Збори народу проходили спокійно, але панівна влада, прагнучи встановити конституційну монархію, зважилася діяти. Мер Парижа Байї наказав розігнати демонстрацію силою.
Маркіз де Лафайет і Національна гвардія, яка була під його командуванням, розганяли натовп, намагаючись зберегти громадський порядок. Вони з успіхом підтримували мирну обстановку, але в другій половині дня, натовп, на чолі з Дантоном і Камілем Демуленом, повернулася в ще більшій кількості.
Цей натовп був налаштовано рішучіше, ніж попередній, і представляв велику загрозу безпеці. Лафайет знову спробував розігнати натовп. У відповідь, натовп закидав камінням Національну Гвардію. Після того, як безуспішно були зроблені кілька попереджувальних пострілів, національні гвардійці відкрили вогонь прямо в натовп. Близько 50 осіб було вбито і сотні поранено. Вперше одна частина третього стану виступила зі зброєю в руках проти іншої його частини.
Після розгону мирної демонстрації послідували каральні заходи уряду. 18 липня Установчі збори видали декрет про суворе покарання «заколотників», ухваливши почати судове переслідування учасників демонстрації. 

## Підсумки «масакри» на Марсовому полі
Розстріл 17 липня 1791 на Марсовому полі мав велике політичне значення. Вперше з початком революції одна частина колишнього третього стану із зброєю в руках виступила проти іншої. Це був відкритий розкол третього стану. Правобуржуазна більшість Установчих зборів перейшла в наступ проти охлократії. 